# Егнах
Егнах (нім. Egnach) — громада  в Швейцарії в кантоні Тургау, округ Арбон.

## Географія
Громада розташована на відстані близько 160 км на північний схід від Берна, 37 км на схід від Фрауенфельда.
Егнах має площу 18,4 км², з яких на 14,6% дозволяється будівництво (житлове та будівництво доріг), 77,8% використовуються в сільськогосподарських цілях, 6% зайнято лісами, 1,7% не є продуктивними (річки, льодовики або гори).

## Демографія
2019 року в громаді мешкало 4699 осіб (+8,7% порівняно з 2010 роком), іноземців було 13,6%. Густота населення становила 255 осіб/км².
За віковим діапазоном населення розподілялося таким чином: 22% — особи молодші 20 років, 61,4% — особи у віці 20—64 років, 16,6% — особи у віці 65 років та старші. Було 1824 помешкань (у середньому 2,6 особи в помешканні).
Із загальної кількості 1916 працюючих 371 був зайнятий в первинному секторі, 538 — в обробній промисловості, 1007 — в галузі послуг.